# مايك بارون
مايك بارون (بالإنجليزية: Mike Baron)‏ هو رسام كارتون أمريكي، ولد في القرن العشرين في ماديسون في الولايات المتحدة.

## وصلات خارجية
- الموقع الرسمي
- مايك بارون على موقع ميوزك برينز (الإنجليزية)